# Elderly Woman Behind the Counter in a Small Town
«Elderly Woman Behind the Counter in a Small Town» es una canción del grupo de rock Pearl Jam que aparece en su álbum de 1993, Vs. Esta canción es la primera completamente acústica que publicaran en un álbum. El título de la canción es el más largo en lo que va de carrera del grupo y fue usado como reacción al hecho de que la banda sólo había usado hasta ese momento nombres de una sola palabra para sus canciones. Por lo regular la canción es llamada sencillamente "Small Town" tanto por el grupo como sus seguidores. Si bien no fue lanzada como sencillo, aun así alcanzó el lugar número 17 en la lista de canciones de Rock Moderno de Billboard y el 21 en la de canciones de Rock Mainstream. Esto ha hecho que "Small Town" sea una de sus canciones más populares en la radio. Fue incluida en su recopilación de grandes éxitos, el álbum Rearviewmirror: Greatest Hits 1991-2003.
En la letra de la canción impresa dentro del cuadernillo del álbum, aparece una fotografía de una mujer mayor (elderly woman), si bien esta no ha sido siempre la misma. La mujer que aparecía en las primeras versiones del álbum Vs. nunca dio su permiso para que su fotografía fuera usada, por lo que Pearl Jam sencillamente la cambió por la fotografía de otra mujer. La diferencia es fácil de detectar, ya que debajo de la nueva fotografía aparece la frase "the new and improved woman behind the counter".

## Significado de la letra
Básicamente el tema es acerca de un reencuentro entre dos personas. Habla de cómo un hombre se reencuentra con una mujer que trabaja como empleada en un mostrador en un pequeño pueblo, y cómo él al principio no la recordaba, pero poco a poco comienza a hacerlo. Eddie Vedder en una entrevista comentó que la canción habla también de cómo la mujer en un momento siente demasiada vergüenza por el encuentro, tanta como para evitar decir hola.

## Posición en listas
Toda la información está tomada de varias fuentes.
| Año  | Lista                                         | Posición |
| ---- | --------------------------------------------- | -------- |
| 1994 | Canciones de Rock moderno (Estados Unidos)    | 17       |
| 1994 | Canciones de Rock Mainstream (Estados Unidos) | 21       |

## Certificaciones y ventas
| País                  | Certificación | Ventas  |
| --------------------- | ------------- | ------- |
| Canadá (Music Canada) | Platino       | 80,000  |
| Estados Unidos (RIAA) | Oro           | 500,000 |